# Melia Kreiling

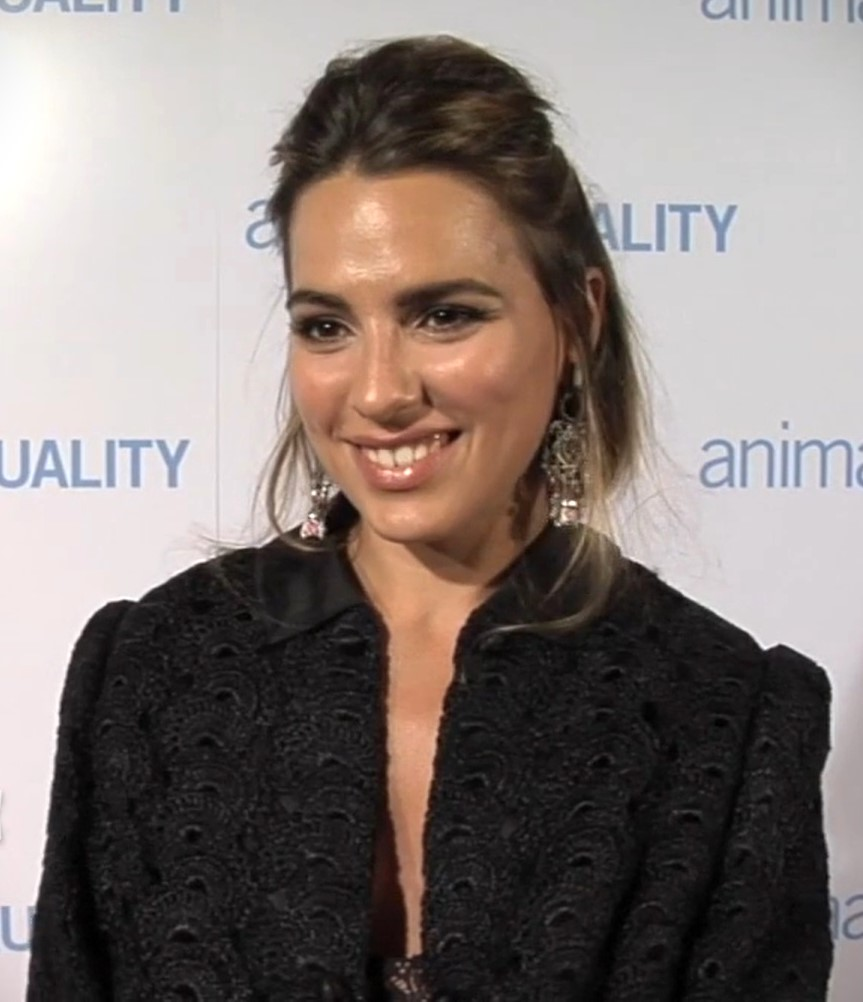
Melia Kreiling (2016)

Melia Kreiling (*  in Genf, Schweiz) ist eine Schauspielerin.

## Leben und Karriere
Melia Kreiling wurde Ende der 1980er Jahre in Genf als Tochter eines Amerikaners und einer Griechin geboren. Aufgewachsen ist sie in der griechischen Hauptstadt Athen, wo sie eine Englische Schule besuchte. Anschließend besuchte sie die National State School of Dance. Nach ihrem Umzug nach Großbritannien studierte sie an der Universität Winchester und der Northern School of Contemporary Dance in Leeds. Ihren letzten schauspielerischen Schliff erhielt sie an der London School of Dramatic Arts.
Ihr Filmdebüt gab Melia Kreiling 2011 in Room to Forget. Im deutschsprachigen Raum bekannt wurde sie durch ihr Mitwirken in der Historien-Fernsehserie Die Borgias – Sex. Macht. Mord. Amen. und der im Dezember 2012 im ZDF ausgestrahlten Rosamunde-Pilcher-Verfilmung Die andere Frau.
Melia Kreiling lebt in London.

## Filmografie (Auswahl)
- 2011: Room to Forget (Kurzfilm)
- 2011: Hold on Me (Kurzfilm)
- 2012–2013: Die Borgias – Sex. Macht. Mord. Amen. (The Borgias, Fernsehserie, 4 Folgen)
- 2012: Suspension of Disbelief
- 2012: Rosamunde Pilcher: Die andere Frau (The Other Wife)
- 2013: Company of Heroes
- 2013: Die Bibel (The Bible, Miniserie, Folge 1x04)
- 2014: X Moor
- 2014: Guardians of the Galaxy
- 2014: Eine Braut zum Verlieben (Committed)
- 2015: MindGamers
- 2015: The Healer
- 2015–2016: Tyrant (Fernsehserie, 20 Folgen)
- 2017: The Last Tycoon (Fernsehserie, 4 Folgen)
- 2017: The Last Note
- 2018: Swedish Dicks (Fernsehserie, Folge 2x04)
- 2018: Salvation (Fernsehserie, 11 Folgen)
- 2020: Filthy Rich (Fernsehserie, 10 Folgen)
- 2022: Mammals (Fernsehserie, 6 Folgen)
- 2022–2024: Emily in Paris (Fernsehserie, 4 Folgen)
- 2023–2024: The Pantheons (Fernsehserie, 2 Folgen)
- 2023: Zoe (Fernsehserie, 3 Folgen)
- 2024: So Long, Marianne (Fernsehserie, 1 Folge)